# Heinrich Gontermann
Heinrich Gontermann (26 de Fevereiro de 1896 - 30 de Outubro de 1917) foi um piloto alemão da Luftstreitkräfte que se tornou um ás da aviação ao abatido 39 aeronaves durante a Primeira Guerra Mundial.
Filho de um oficial da cavalaria, Gontermann entrou para o serviço militar na arma de Cavalaria em Agosto de 1914. Combatendo na frente e ferido em combate em Setembro de 1914, foi promovido a Tenente na primavera de 1915 e agraciado com a Cruz de Ferro. No final de 1915, juntou-se à Luftstreitkräfte.
Fazendo os testes e treinos no início de 1916 para pilotar aeronaves, juntou-se à Jasta 5 e conseguiu a sua primeira vitória a 14 de Novembro de 1916. A 5 de Março de 1917 recebeu mais uma Cruz de Ferro, desta vez de Primeira Classe. Em Abril de 1917, já com dezessete aeronaves inimigas abatidas, foi feito líder de esquadrão na Jasta 15. Nesta unidade, conseguiu mais 22 vitórias, tendo sido agraciado com a Pour le Merite na sua 21ª vitória. A 30 de Outubro de 1917, enquanto testava um novo Fokker DR.I, Gountermann ficou fatalmente ferido quando a sua aeronave se despenhou devido a um problema na asa superior. Faleceu com 21 anos.